# Thundermug
Thundermug was een Canadese rockband. De groep werd in de jaren zeventig onder de naam Pink Orange opgericht en bestond destijds uit zanger Joe de Angelis, bassist James Corbett, gitarist en toetsenist Bill Durst en drummer Ed Pranskus. Niet lang na de oprichting verruilden ze hun naam voor Thundermug, slang voor po.
In 1972 brachten zij hun eerste album uit, genaamd Thundermug Strikes [Axe].

## Discografie

### Albums
- 1972 - Thundermug Strikes
- 1973 - Orbit
- 1975 - Ta-Daa
- 1995 - Who's Running My World
- 1997 - Bang The Love Drum

### Singles
- 1972 - "You Really Got Me"/"Will They Ever"
- 1972 - "Africa"/"Help Father Sun"
- 1972 - "Page 125"/"Jane 'J' James"
- 1972 - "Orbit"/"Mickey Mouse Club"
- 1972 - "Help Father Sun"/"You Really Got Me"
- 1973 - "Breaking Up Is Hard To Do"/"I Wanna Be With You"
- 1974 - "Let's Live Together"/"Penny Baby"
- 1974 - "I Feel Lonely"/"Banga Banga Humpa Humpa"
- 1974 - "I Wanna Be With You"/"Banga Banga Humpa Humpa"
- 1974 - "Long Tall Sally"
- 1975 - "Clap Your Hands And Stomp Your Feet"/"Duckworth Stomp"
- 1975 - "Old Songs"/"Love Is"
- 1977 - "Jeanine"/"Duckworth Stomp"
- 1995 - "Who's Running My World"
- 1995 - "She Said"
- 1995 - "Blue Water"